# Râul Aranca
Aranca (sârbă Zlatica, cu alfabetul chirilic: Златица, maghiară Aranka) este un râu lung de 117 km, din care 76 km în România în regiunea Banat din România și Serbia. Este un afluent al Tisei.
Aranca izvorăște la sud-vest de municipiul Arad, după care își începe parcursul spre vest, prin județul Timiș, pe lângă localitățile Sânpetru Mare, Saravale, orașul Sânnicolau Mare, apoi intră în comunele Dudeștii Vechi și Valcani, unde iese din România, după ce a parcurs 76 km pe teritoriul acesteia. Restul de 41 km până la vărsarea în Tisa, Aranca străbate teritoriul Serbiei, unde este numită Zlatica. Pe o porțiune de 1,4 km râul marchează frontiera româno-sârbească.
Odată intrată în Serbia, cursul Arancăi face o cotitură spre sud-vest, primește din dreapta apele canalului Kikinda, prin care se conectează la canalul Dunăre-Tisa-Dunăre, la sud. Mai departe trece pe lângă localitatea Padej și se varsă în Tisa la Ada, un oraș pe malul drept al Tisei. 

## Imagini

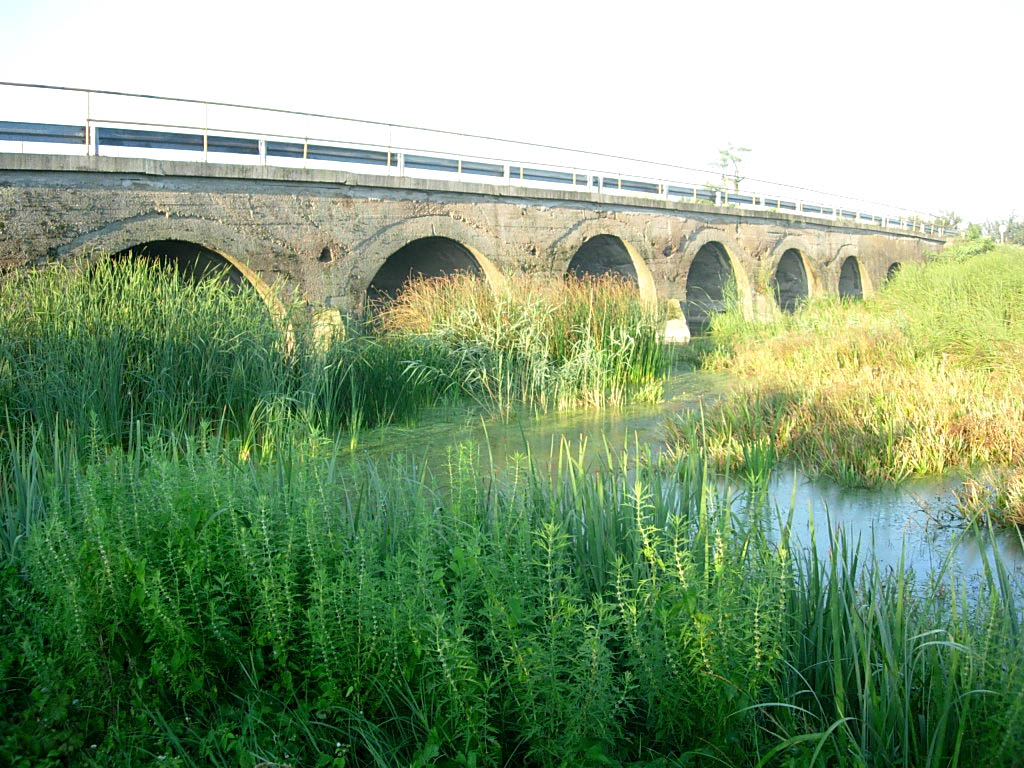
Pod peste Aranca, în Serbia
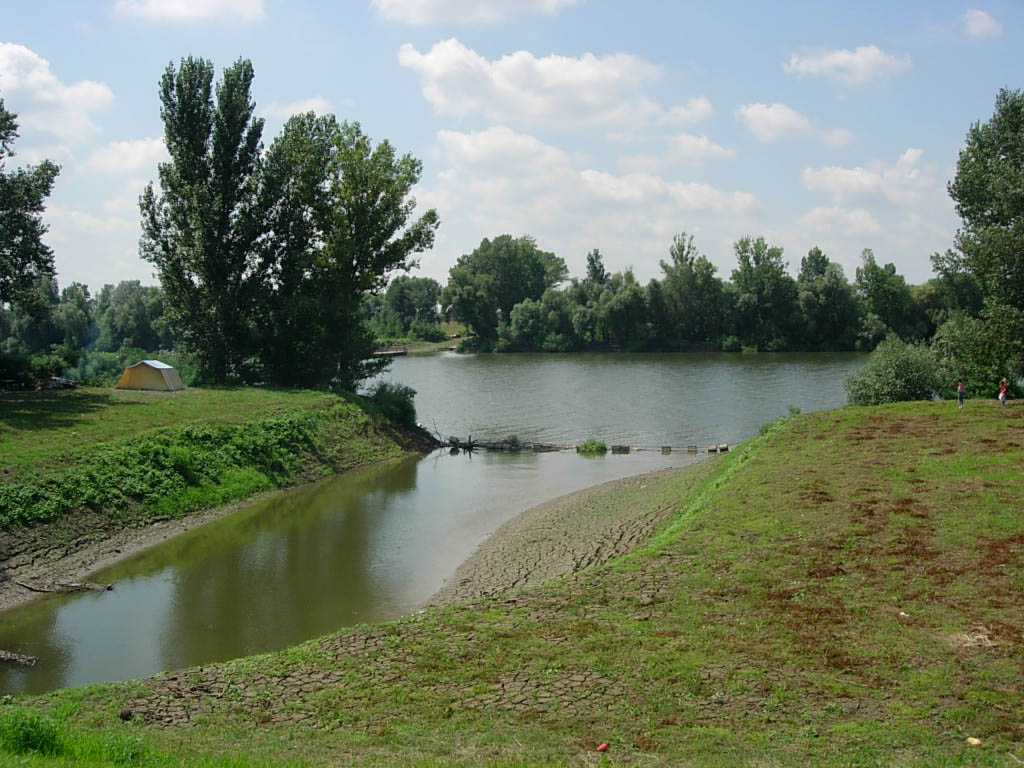
Locul în care Aranca se varsă în Tisa